# Jalmar Castrén
Jalmar Castrén (født 14. december 1873 i Nedertorneå, død 19. februar 1946 i Helsingfors) var en finsk ingeniør og minister.
Castrén tog i 1895 eksamen fra den polytekniske skole i Helsinki hvor han efterfølgende fra 1896 (med to års afbrydelse, hvor han arbejdede med jernbanebyggeri) fungerede som lærer, først som hjælpelærer ved fagskolen for ingeniørkunst og efter at instituttet blev omdannet til en teknisk højskole i 1908 som lektor i grafisk statik og ingeniørvidenskabernes encyklopædi samt 1912–22 som professor i brobygning og bygningsstatik.
Castrén udøvede også privat konstruktionsvirksomhed indenfor bro-, bolig- og fabriksbyggeri med stålbetonkonstruktioner som speciale. I 1921 undersøgte han for regeringen mulighederne for at bygge en jernbane i Lapland og 1923–43 generaldirektør for de finske statsbaner.
I november 1917 blev Castrén medlem af det finske senat (regering) med ansvar for kommunikationsområdet. Han blev på denne post til november 1918. Han var kommunikationsminister 1928–1929. Han var også rådmand i Helsinki med ansvar for offentlige arbejder og medlem af flere komiteer bl.a. som ordførende i den finsk-norske grænsekommission.

## Eksterne kilder
- Statsrådet (Webside ikke længere tilgængelig)

1. ↑  Navnet er anført på svensk og stammer fra Wikidata hvor navnet endnu ikke findes på dansk.